# 疏枝大黄
疏枝大黄（学名：Rheum kialense）为蓼科大黄属下的一个种。

## 扩展阅读
- 維基物種上的相關：疏枝大黄